# 7夏娃
《7夏娃》（英語：Seveneves）是美國小說家尼尔·斯蒂芬森於2015年所創作的硬科幻小說。劇情描述月球因不明原因碎裂後，碎片大量撞擊地球表面，人類面臨滅絕的危機。

## 劇情

### 第一部分
月球因不明原因碎裂成七塊，之後科學家杜比計算出碎塊因引力相互撞擊，將變成隕石雨在兩年後撞擊地球表面，長達五千年的時間。太空人迪娜當時正在國際太空站上執行任務，隨後收到美國太空總署的指示，要她在磊雨到達地球的兩年之間，想辦法打造可供人居住的太空站。

### 第二部分
磊雨在短短兩週就摧毀全世界。迪娜、愛斐，以及所有待在太空中的人只能默默看著隕石在砸向地球。人類為了在太空中存活，一定要有充足的水源。探測艇預計將月球最大的碎塊拖回來，此碎塊包含月核，上面的冰層能對人類有極大幫助。
之後前美國總統朱莉亞違反各國領袖不得上船的協定，強行登上方舟。朱莉亞在其他人忙於維持方舟運作時，玩弄政治手段，最後暗中帶走大半資源與許多人。人類最後僅存迪娜、愛斐、緹克拉、莫拉、卡蜜拉、露易莎、艾怛及朱莉亞等八位女性，因為露易莎無法產生後代，後世將迪娜、愛斐、緹克拉、莫菈、卡蜜拉、艾怛及朱莉亞稱為「七夏娃」，她們藉由莫菈的基因修補技術繁衍後代，盡力使人類能再次繁盛。

### 第三部分
原點後第五千年，居住在月球軌道上的人類（宇人）終於達到三十億。當時宇人分為七大族群，分別是迪族、斐族、緹族、莫族、卡族、怛族及朱族，迪族、斐族、緹族、莫族組成青國，卡族、怛族及朱族則成為赤國。當磊雨逐漸停止，宇人很快便組織研究團隊，著手進行地球重建計劃。
莫族凱瑟獲選進入七族使節團，前往地球。七族使節團在地球上意外遇見原住民，原來人類沒有全滅。五千年前，迪娜的父親躲入地底，愛斐的未婚夫卡爾藏入海中，他們的後代持續繁衍，成為底人與聘人。

## 評價
《7夏娃》獲得許多正面評價，比爾·蓋茨推薦《7夏娃》為2016年夏天必讀的五本書之一，特別讚揚《7夏娃》科學準確性。他寫道：「《7夏娃》讓我想起了我喜歡科幻小說。」

## 外部連結
- 官方网站